# George Perle
George Perle (Bayonne, 6 de maio de 1915 — Nova Iorque, 23 de janeiro de 2009) foi um compositor e teórico musical norte-americano. Em 1974, venceu o Prêmio Pulitzer de Música.

## Carreira
Como compositor, sua música era em grande parte atonal, usando métodos semelhantes à técnica dodecafônica da Segunda Escola Vienense. Esse estilo serialista, e a atonalidade em geral, foi tema de grande parte de seus escritos teóricos. Seu livro de 1962, Serial Composition and Atonality: An Introduction to the Music of Schoenberg, Berg, and Webern continua sendo um texto padrão para a teoria musical clássica do século XX. Entre os prêmios de Perle estava o Prêmio Pulitzer de Música de 1986 por seu Wind Quintet No. 4.

## Obras
Richard Swift diferencia entre a música modal 'livre' ou 'intuitiva' de Perle, centrada no tom e dodecafônica. Ele lista as composições centradas no tom de Perle:
- Sonata para Viola Solo (1942)
- Três Sonatas para Clarinete Solo (1943)
- Melodias hebraicas para violoncelo solo (1945)
- Sonata para violoncelo solo (1947)
- Quinteto para Cordas (1958)
- Sonata I para Violino Solo (1959)
- Quinteto de Vento I (1959)
- Quinteto de Vento II (1960)
- Monody I para Flauta (1962)
- Monody II para Contrabaixo (1962)
- Três invenções para fagote (1962)
- Sonata II para Piano Solo (1963)
- Solo Partita para violino e viola (1965)
- Quinteto de Vento III (1967)

## Publicações selecionadas
- Perle, George (1962, reprint 1991). Serial Composition and Atonality: An Introduction to the Music of Schoenberg, Berg, and Webern. University of California Press.
- Perle, George (1992) [1978]. Twelve-Tone Tonality. [S.l.]: University of California Press
- Perle, George (1980). The Operas of Alban Berg. Vol. 1: Wozzeck. California: University of California Press.
- Perle, George (1984). "Scriabin's Self-Analysis", Musical Analysis III/2 (July).
- Perle, George (1985). The Operas of Alban Berg. Vol. 2: Lulu. California: University of California Press.
- Perle, George (1990). The Listening Composer. California: University of California Press.
- Perle, George (1992). "Symmetry, the Twelve-Tone Scale, and Tonality", Contemporary Music Review 6 (2), pp. 81–96.